# کاک‌اولد (رمان)
کاک‌اولد کتابی از نویسنده هندی کیران ناگارکار است که در سال ۱۹۹۷ منتشر شد و سومین رمان اوست. این یک رمان تاریخی است که در پادشاهی راجپوت هند در قرن شانزدهم اتفاق می‌افتد و زندگی ماهاراج کومار را دنبال می‌کند، شخصیتی تخیلی بر اساس شاهزاده ماوار بهوج راج که همسرش میرابای کریشنا را شوهرش می‌داند و از پذیرش باج امتناع می‌کند.